# Cucut nan
El cucut nan (Coccycua pumila) és una espècie d'ocell de la família dels cucúlids (Cuculidae) que habita els boscos de Colòmbia i nord de Veneçuela.